# Ferrocarril Central Mexicano
El Ferrocarril Central Mexicano fue un antigua linea de trenes que operaba por el centro y norte de México. Antes de la nacionalización de ferrocarriles de México, fue conformada por la empresa en Massachusetts, Estados Unidos en 1880, abriendo su primera línea ferroviaria en 1884 para enlazar la Ciudad de México con Ciudad Juárez. La línea cruzaba el Río Grande en El Paso, Texas, teniendo conexiones con el Ferrocarril Pacífico Sur y otras empresas ferroviarias de los Estados Unidos (Texas y Pacific Railway, Atchison, Topeka & Santa Fe.). Otras conexiones importantes incluían de Irapuato a Guadalajara (completado en 1888), de Chicalote, Aguascalientes a Tampico (completado en 1890), y de Guadalajara a Manzanillo (completado en 1908).

## Historia

#### Porfiriato
En junio de 1901 la empresa Ferrocarril Central Mexicano también adquirió el control del Ferrocarril de Monterrey y del Golfo Mexicano, el cual unió la ciudad de Monterrey con Tampico en la localidad de Reata, además de la ciudad de Gómez Palacio. Para noviembre de 1902 la empresa Ferrocarril de México, Cuernavaca y Pacífico, propietaria de una línea férrea incompleta desde la Ciudad de México a Acapulco (llegaba solo al Río Balsas), se unió al Ferrocarril Central Mexicano. En 1905 la empresa también compró al Ferrocarril Coahuila y Pacífico, el cual unía Torreón con Saltillo y operaba una línea paralela de Gómez Palacio a Monterrey.
Este ferrocarril llegó a controlar por traspaso, construcción y renta, líneas ferroviarias que en total sumaban 5,055 kilómetros o sea una tercera parte de los ferrocarriles construidos 

### 1910-1996: Nacionalización
El gobierno mexicano tomó control de la empresa en 1906, para finalmente en febrero de 1909 entregarla a Ferrocarriles Nacionales de México. Durante la mayor parte del siglo anterior, el sistema ferroviario siguió en poder de la empresa paraestatal, y es hasta 1990 que, siguiendo los procesos de privatización de empresas estatales por el gobierno de Carlos Salinas de Gortari y Ernesto Zedillo.

### En Privatización y cierre de operaciones
En 1995 el expresidente Ernesto Zedillo privatizo el sistema de ferrocarrilera mexicana y fue concesionada la empresa Ferromex, quien expropio la mayoría de la infraestructura iniciada por el Ferrocarril Central Mexicano, a excepción del ramal de Chicalote a Tampico, la cual fue asignada a la empresa Kansas City Southern de México.
En 1997 tras ser privatizada nuevamente por el gobierno mexicano, Ferromex decide finalizar la ruta de Ferrocarril Central Mexicano de forma indefinida, dejando el material rodante el uso del sistema de carga del ferrocarril.

### Reanudación: Tren México-Guadalajara-Nogales
El 27 de abril de 2025 la presidenta Claudia Sheinbaum inicio obras de Tren México-Guadalajara-Nogales en su tramo Ciudad de México-Querétaro y más tarde en julio del mismo año iniciará obra del del tramo de Querétaro-Irapuato, se espera se construya más líneas rumbo a Nogales para 2026 a 2030, siendo las líneas sucesoras para el Ferrocarril Central Mexicano.